# Charlotte Rampling
« Rampling » redirige ici.  Pour son père, militaire et athlète, voir Godfrey Rampling.
Tessa Charlotte Rampling, de son nom complet, plus connue sous son second prénom comme Charlotte Rampling, est une actrice et peintre britannique née le 5 février 1946 à Sturmer (Essex).
Parmi les films les plus notables où elle joue un rôle important, on note Les Damnés (1969) de Luchino Visconti, Zardoz (1974) de John Boorman, Portier de nuit (1974) de Liliana Cavani, La Chair de l'orchidée (1975) de Patrice Chéreau, Un taxi mauve (1977) d'Yves Boisset, Stardust Memories (1980) de Woody Allen, Le Verdict (1982) de Sidney Lumet et On ne meurt que deux fois de Jacques Deray (1985).
La suite de sa carrière comprend notamment Embrassez qui vous voudrez (2002) de Michel Blanc, Sous le sable (2000) et Swimming Pool (2003) de François Ozon, Lemming (2005) de Dominik Moll puis Dune (2021) et Dune, deuxième partie (2023) de Denis Villeneuve.

## Biographie

### Enfance
Tessa Rampling est la fille de Godfrey Rampling colonel de l'armée britannique qui est sous les couleurs du Royaume-Uni champion olympique d'athlétisme au relais 4 × 400 mètres lors des Jeux olympiques d'été de 1936 à Berlin, dans une atmosphère de propagande nazie, et apparaît dans le documentaire Les Dieux du stade de Leni Riefenstahl, et d’Anne Isabelle née Gurteen peintre.
Elle a 8 ans lorsque sa famille s'installe à Fontainebleau, en France. Inscrite à l’Académie pour jeunes filles Jeanne d’Arc à Versailles,,, elle y apprend le français. De retour en Angleterre, l'adolescente se produit dans des spectacles de music-hall avec sa sœur Sarah, née en 1943, puis travaille brièvement comme mannequin.
Elle est profondément marquée par la mort de sa sœur qui, mariée à un riche Argentin, s'est suicidée en 1966, un mois après avoir accouché d'un garçon prématuré. La famille observe la plus grande discrétion sur les circonstances de ce décès jusqu'à la mort de la mère des sœurs en 2001.

### Carrière

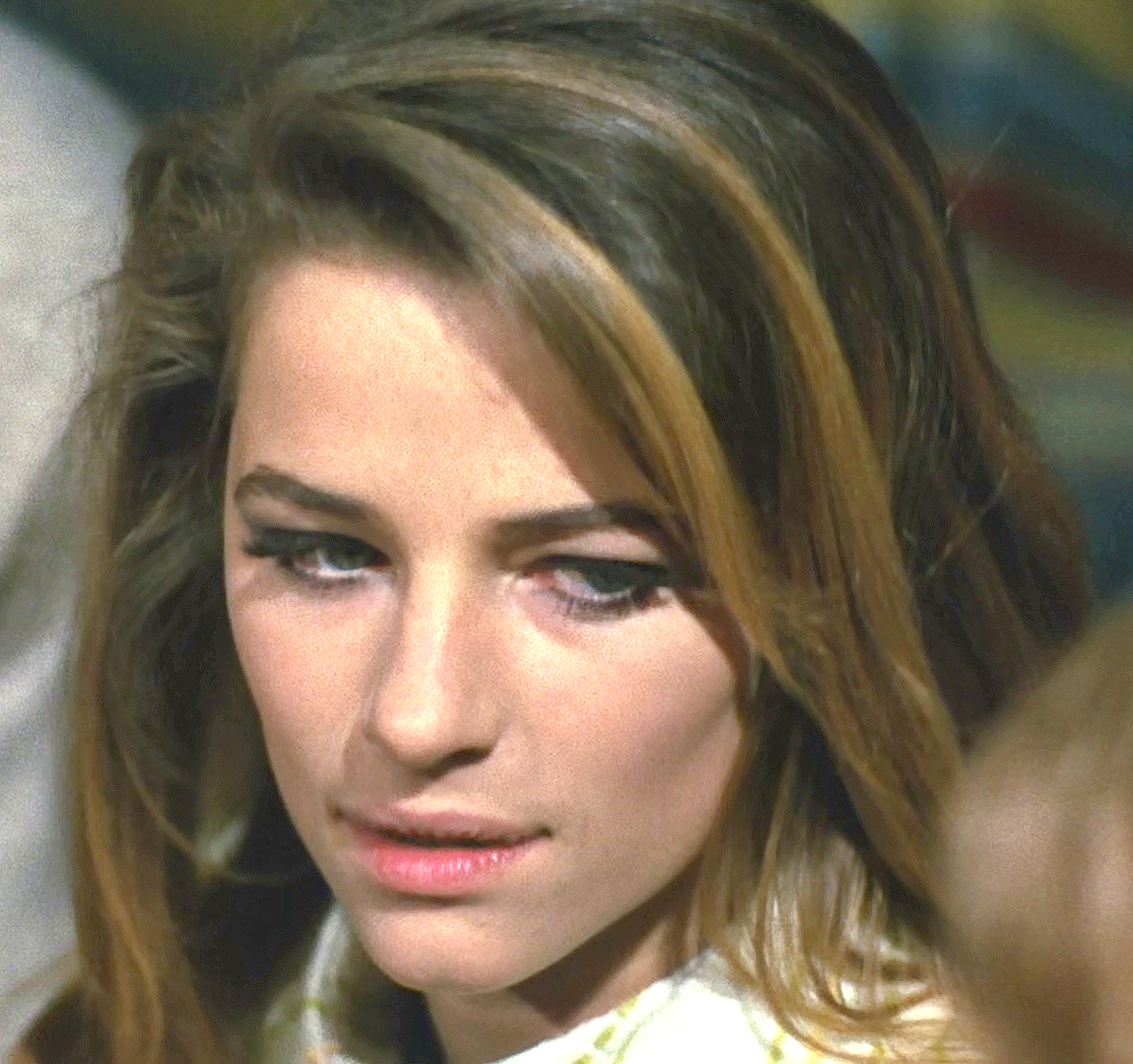
Charlotte Rampling dans Le Séquestré en 1968.

Comme Jane Birkin et Jacqueline Bisset, Charlotte Rampling fait ses débuts à l'écran dans le film-phare du « Swinging London », Le Knack... et comment l'avoir (1965), puis tourne dans des comédies à succès tout en prenant des cours d'art dramatique à la Royal Court School. Mais, marquée par la mort brutale de sa sœur, elle décide de quitter la Grande-Bretagne.
Installée en Italie, elle y fait sa première rencontre marquante, celle de Luchino Visconti qui la dirige dans Les Damnés (1969). Elle passe ensuite à l'univers de la science-fiction avec Zardoz (1974) de John Boorman, à celui du sadomasochisme avec Portier de nuit (1974) de Liliana Cavani, film qui la révèle au grand public où elle incarne une rescapée des camps de concentration nazis qui entretient une étrange relation avec son ancien bourreau (interprété par Dirk Bogarde).

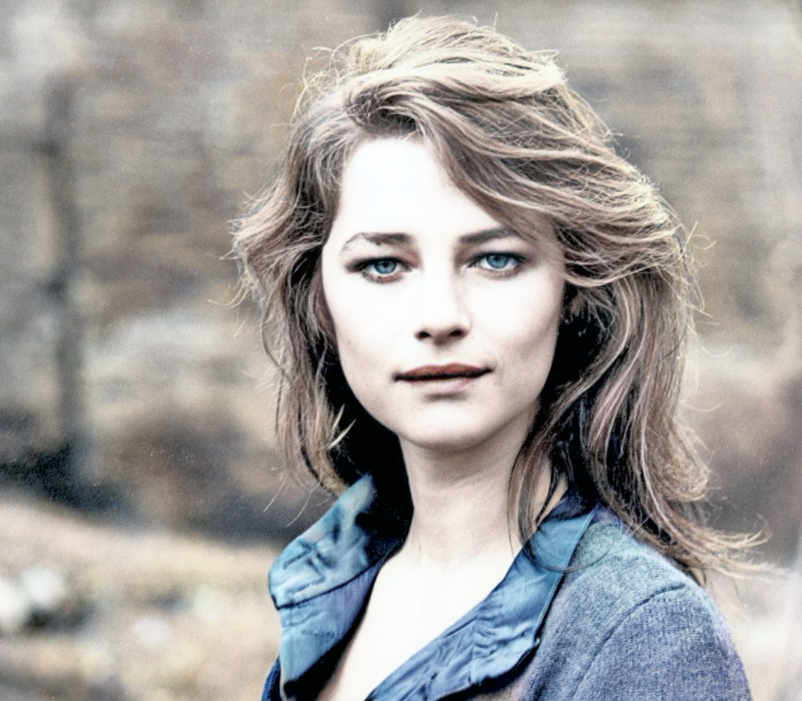
L'actrice en 1974, à l'époque du film Zardoz.

Se plaisant à explorer à travers ses rôles les zones les plus troubles de l'âme humaine, elle joue devant la caméra d'Oshima le rôle d'une femme qui s'éprend d'un chimpanzé dans Max mon amour (1985).
Elle joue également aux côtés de Robert Mitchum dans le film policier Adieu ma jolie (1975) de Dick Richards, dans la comédie Stardust Memories de Woody Allen (1980), et joue les femmes fatales sous la direction de Sidney Lumet dans Le Verdict (1982) face à Paul Newman.

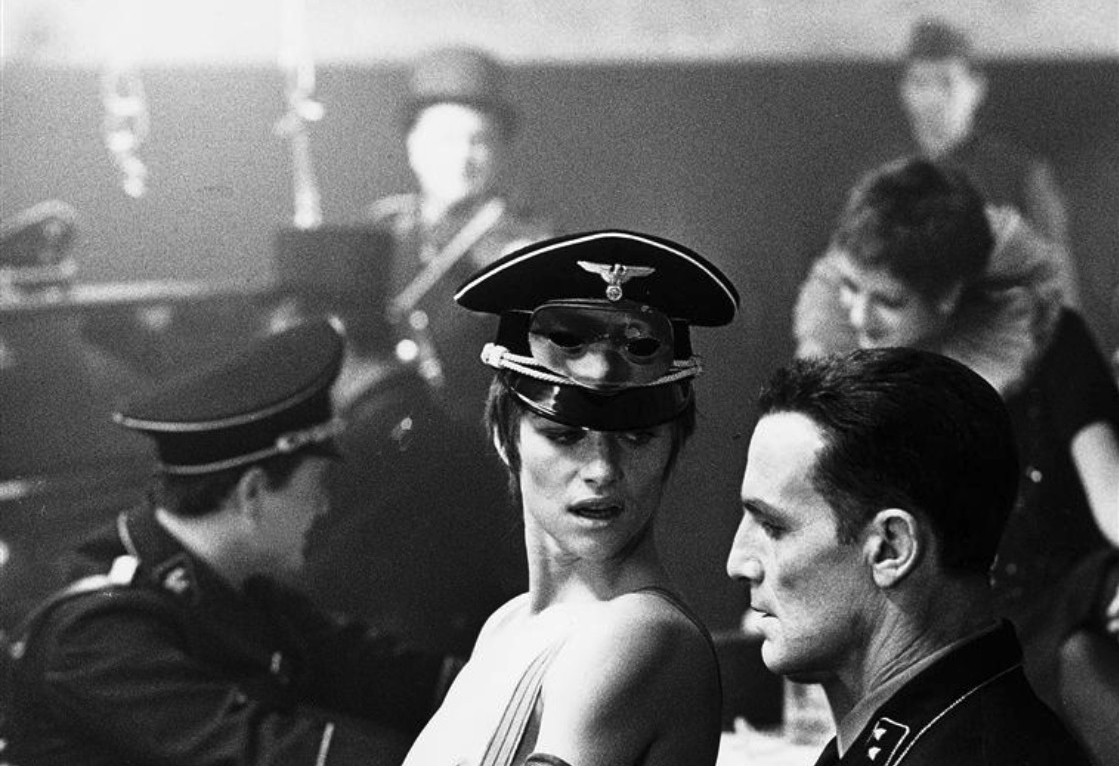
Charlotte Rampling dans Portier de nuit en 1973.

Vivant en France à compter de la fin des années 1970, elle tourne notamment avec Yves Boisset dans Un taxi mauve, Claude Lelouch avec Viva la vie ! et Jacques Deray dans le polar On ne meurt que deux fois (1985).
Moins présente sur les écrans dans les années 1990, elle livre en 2000 des prestations remarquées dans La Cerisaie (d'après Anton Tchekhov) et le singulier Signs and Wonders de Jonathan Nossiter.
L'année suivante, elle joue dans Sous le sable, portrait d'une femme désemparée après la disparition de son mari, signé François Ozon, cinéaste qu'elle retrouve ensuite pour Swimming Pool, où elle donne la réplique à la jeune Ludivine Sagnier. Le succès du film Sous le sable en 2000 a fait connaître Charlotte Rampling à un nouveau public et a marqué le début de sa deuxième carrière, qui se poursuit à ce jour. En 2001, elle reçoit un césar d'honneur qui récompense l'ensemble de sa carrière. Elle s'illustre aussi bien dans la comédie (Embrassez qui vous voudrez, 2002) que dans le thriller (Lemming), le film d'auteur (Vers le sud, 2005) ou le divertissement hollywoodien (Basic Instinct 2).

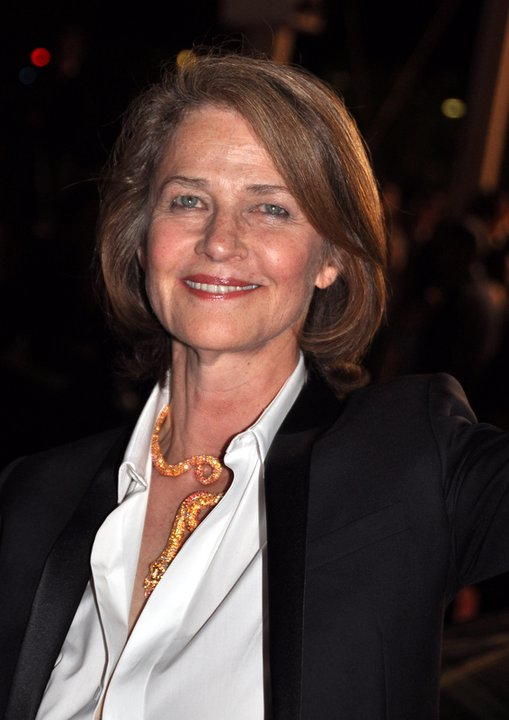
Charlotte Rampling au Festival de Cannes en 2011.

En 2010, elle apparaît dans la publicité d'Allianz et joue un des rôles principaux dans la saison finale de la série Dexter. En 2019, elle est dans la distribution du film de science-fiction Dune de Denis Villeneuve, sorti en 2021.
Le 18 novembre 2022, elle sort un nouvel album, De l'amour mais quelle drôle d'idée : dix chansons tantôt parlées, tantôt chantées, composées par Léonard Lasry et écrites par Élisa Point.
En 2023, elle expose une série de dix-neuf tableaux au Musée d’art moderne de Paris.

### Vie privée
En 1972, Charlotte Rampling épouse l'acteur Bryan Southcombe. La presse rapporte qu'ils vivent en ménage à trois avec un mannequin, causant un scandale. L'actrice déclare à ce sujet « Il y a tellement de malentendus dans la vie. J'ai causé un scandale en disant que je vivais avec deux hommes [...] Je ne voulais pas dire d'une manière sexuelle […] Nous étions juste des gens qui partageaient un appartement ». Charlotte Rampling et Bryan Southcombe ont un fils, Barnaby, et divorcent en 1976.
En 1978, elle épouse le compositeur français Jean-Michel Jarre avec lequel elle a un enfant, David Jarre. Ils se séparent en 1997, puis divorcent en 2003. Elle est ensuite en couple avec Jean-Noël Tassez, ancien directeur de Radio Monte-Carlo, mort en 2015.

## Peintures
Depuis la fin des années 1990, Charlotte Rampling peint en relief, ses œuvres évoquant des silhouettes sombres sur des panneaux en fibre de bois enduits de pâte blanche, toujours du même format.
Elle réalise ainsi une trentaine de silhouettes transparentes, presqu'humaines mais sans visage. Certaines sont présentées en 2023 au Musée d'Art moderne de Paris dans un accrochage intitulé « Mondes parallèles » qui réunit plusieurs autres artistes.

« Quelque chose de très psychologique, en lien avec mon monde intérieur est apparu. [...] On m’a toujours dit qu’il y avait du mystère en moi, je l’ai appelé. Il y a vingt-cinq ans, quelque chose m’a mise sur cette voie et je n’ai plus dévié. Je ne suis pas devenue peintre, je suis accompagnée par la peinture. »

— Charlotte Rampling.
| Image externe |                                                           |
|               | Charlotte Rampling et trois de ses toiles (janvier 2023). |

## Prise de position
En décembre 2023, elle est signataire de la tribune en soutien à Gérard Depardieu alors accusé de viol, agression sexuelle et harcèlement sexuel.

## Filmographie

### Cinéma
- 1964 : Quatre Garçons dans le vent (A Hard Day’s Night) de Richard Lester : Une danseuse dans la boîte de nuit
- 1964 : Le Knack... et comment l'avoir (The Knack ...and How to Get It) de Richard Lester : La skieuse nautique
- 1965 : Rotten to the Core (en) de John Boulting : Sara Capell
- 1966 : Georgy Girl de Silvio Narizzano : Meredith
- 1967 : Les Turbans rouges (The Long Duel) de Ken Annakin : Jane
- 1968 : Le Séquestré (Sequestro di persona) de Gianfranco Mingozzi : Christina
- 1969 : Istanbul, mission impossible (Target: Harry) de Roger Corman : Ruth Carlyle
- 1969 : Les Damnés (La caduta degli dei) de Luchino Visconti : Elisabeth Thallman
- 1969 : Trois (Three) de James Salter : Marty
- 1971 : Point limite zéro (Vanishing Point) de Richard C. Sarafian : une auto-stoppeuse (scène coupée dans la version américaine)
- 1971 : Dommage qu'elle soit une putain (Addio fratello crudele) de Giuseppe Patroni Griffi : Annabella
- 1971 : Slalom aquatique (en) (The Ski Bum) de Bruce D. Clark : Samantha
- 1972 : Henri VIII et ses six femmes (Henry VIII and His Six Wives) de Waris Hussein : Anne Boleyn
- 1972 : Corky (en) de Leonard Horn (en) : l'épouse de Corky
- 1972 : Asylum de Roy Ward Baker : Barbara
- 1973 : Giordano Bruno de Giuliano Montaldo : Fosca
- 1974 : Zardoz de John Boorman : Consuella
- 1974 : Le Passager (Caravan to Vaccarès) de Geoffrey Reeve (en) : Lila
- 1974 : Portier de nuit (Il portiere di notte) de Liliana Cavani : Lucia Atherton
- 1975 : La Chair de l'orchidée de Patrice Chéreau : Claire
- 1975 : Fais vite avant que ma femme revienne ! (Yuppi du) d'Adriano Celentano : Silvia
- 1975 : Adieu ma jolie (Farewell, My Lovely) de Dick Richards : Helen Grayle
- 1976 : Foxtrot de Arturo Ripstein : Julia
- 1977 : Un taxi mauve d'Yves Boisset : Sharon
- 1977 : Orca de Michael Anderson : Rachel Bedford
- 1980 : Stardust Memories de Woody Allen : Dorrie
- 1982 : Le Verdict (The Verdict) de Sidney Lumet : Laura Fischer
- 1984 : Viva la vie de Claude Lelouch : Catherine Perrin
- 1985 : On ne meurt que deux fois de Jacques Deray : Barbara Spark
- 1985 : Tristesse et Beauté de Joy Fleury : Léa Uéno
- 1986 : Max mon amour de Nagisa Ōshima : Margaret Jones
- 1987 : Angel Heart d'Alan Parker : Margaret Krusemark
- 1987 : Mascara de Patrick Conrad : Gaby Hart
- 1988 : Paris by Night de David Hare : Clara Paige
- 1988 : Mort à l'arrivée (D.O.A.) de Rocky Morton et Annabel Jankel : Mrs. Fitzwaring
- 1989 : Rébus (Rebus) de Massimo Guglielmi (it) : Miriam, contesse de Du Terrail
- 1993 : Hammers Over the Anvil (en) d'Ann Turner (en) : Grace McAlister
- 1994 : Time is Money de Paolo Barzman : Irina Kaufman
- 1996 : Piège intime (Invasion of Privacy) d'Anthony Hickox : Deidre Stiles, Josh's Attorney
- 1996 : Asphalt Tango de Nae Caranfil : Marion
- 1997 : Les Ailes de la colombe (The Wings of the Dove) de Iain Softley : tante Maude
- 1999 : La Cerisaie (The Cherry Orchard) de Michael Cacoyannis : Ranyevskaya
- 2000 : Signs and Wonders de Jonathan Nossiter : Marjorie
- 2000 : Aberdeen de Hans Petter Moland : Helen
- 2000 : Sous le sable de François Ozon : Marie Drillon
- 2001 : Vengeance secrète (The Fourth Angel) de John Irvin : Kate Stockton
- 2001 : Superstition de Kenneth Hope : Frances Matteo
- 2001 : Spy Game : Jeu d'espions (Spy Game) de Tony Scott : Anna Cathcart
- 2001 : Nuages, Lettres à mon fils de Marion Hänsel : Narratrice
- 2002 : Embrassez qui vous voudrez de Michel Blanc : Elizabeth Lannier
- 2002 : À la recherche de Debra Winger (Searching for Debra Winger) de Rosanna Arquette : elle-même
- 2003 : Seule la mort peut m'arrêter (I'll Sleep When I'm Dead) de Mike Hodges : Helen
- 2003 : Swimming Pool de François Ozon : Sarah Morton
- 2003 : Crime contre l'humanité (The Statement) de Norman Jewison : Nicole
- 2004 : Immortel, ad vitam d'Enki Bilal : Elma Turner
- 2004 : Jerusalemski sindrom de Dominik Sedlar et Jakov Sedlar (en) (documentaire)
- 2004 : Les Clefs de la maison (Le chiavi di casa) de Gianni Amelio : Nicole
- 2005 : Lemming de Dominik Moll : Alice Pollock
- 2005 : Vers le sud de Laurent Cantet : Ellen
- 2006 : Basic Instinct 2 de Michael Caton-Jones : Dr. Milena Gardosh
- 2006 : Désaccord parfait d'Antoine de Caunes : Alice d'Abanville
- 2007 : Angel de François Ozon : Hermione
- 2007 : Chaotique Ana (Caotica Ana) de Julio Medem : Justine
- 2008 : Babylon A.D. de Mathieu Kassovitz : grande prêtresse Noelite
- 2008 : Manipulation (Deception) de Marcel Langenegger : La femme d'affaires
- 2008 : The Duchess de Saul Dibb : Lady Spencer
- 2009 : La Femme invisible d'Agathe Teyssier : Rose
- 2009 : Le Bal des actrices de Maïwenn : elle-même
- 2009 : Quelque chose à te dire de Cécile Telerman : Mady Celliers
- 2009 : Life During Wartime de Todd Solondz : Jacqueline
- 2009 : Boogie Woogie de Duncan Ward : Emilie
- 2010 : StreetDance 3D de Max Giwa et Dania Pasquini : Helena Fitzgerald
- 2010 : Auprès de moi toujours (Never Let Me Go) de Mark Romanek : Emily
- 2011 : Rio Sex Comedy de Jonathan Nossiter : Charlotte Jones
- 2011 : Melancholia de Lars von Trier : Gaby
- 2011 : I, Anna de Barnaby Southcombe : Anna Welles
- 2011 : Bruegel, le Moulin et la Croix (The Mill and the Cross) de Lech Majewski : Mary
- 2011 : The End, court métrage de Daniel Barcelo
- 2012 : Menace d'État (Cleanskin) de Hadi Hajaig : Charlotte McQueen
- 2012 : Tutto parla di te d'Alina Marazzi : Pauline
- 2013 : Jeune et Jolie de François Ozon : Alice
- 2013 : L'Œil du cyclone (The Eye of the Storm) de Fred Schepisi : Elisabeth
- 2013 : The Sea de Stephen Brown (en) : Miss Vavasour
- 2013 : Un train de nuit pour Lisbonne (Night Train to Lisbon) de Bille August : Adriana de Prado
- 2015 : Le Dos rouge d'Antoine Barraud : la mère
- 2015 : 45 ans (45 Years) d'Andrew Haigh : Kate Mercer
- 2015 : La Chambre interdite de Guy Maddin : la mère du palefrenier
- 2016 : Spiritismes de Guy Maddin :
- 2016 : Sculpt de Loris Gréaud : l'ours grincheux
- 2016 : Assassin's Creed de Justin Kurzel : Ellen Kaye
- 2017 : À l'heure des souvenirs (The Sense of an Ending) de Ritesh Batra : Veronica Ford
- 2017 : Euphoria de Lisa Langseth : Marina
- 2017 : Hannah (The Whale) d'Andrea Pallaoro : Hannah
- 2017 : Waiting for the miracle to come de Lian Lunson : Dixie Riggs
- 2018 : Red Sparrow de Francis Lawrence : "Matron"
- 2018 : The Little Stranger de Lenny Abrahamson : Mrs Ayres
- 2018 : Voyez comme on danse de Michel Blanc : Elizabeth Lannier
- 2019 : Valley of the Gods de Lech Majewski : Amanda Joyce
- 2020 : Last Words de Jonathan Nossiter : Batlk
- 2021 : Benedetta de Paul Verhoeven : Felicita
- 2021 : Dune de Denis Villeneuve : Gaius Helen Mohiam
- 2021 : Le Passé retrouvé (Juniper) de Matthew J. Saville : Ruth
- 2021 : Tout s'est bien passé de François Ozon : Claude, la femme d'André
- 2024 : Dune : Deuxième Partie (Dune: Part Two) de Denis Villeneuve : Gaius Helen Mohiam
- 2024 : Le Dernier Souffle de Costa-Gavras : Sidonie
- 2025 : Pourquoi ? Visages de la Shoah de Jean-Marie Montali et Stéphane Krausz : Narratrice
- 2025 : Deux pianos d'Arnaud Desplechin : Elena
- À venir : Father, Mother, Sister, Brother de Jim Jarmusch
- À venir : L'Ancre de Jen Debauche

### Télévision
- 1966 : Five More (série télévisée), épisode 4 Strangers de John Irvin : Catherine
- 1967 : Chapeau melon et bottes de cuir (The Avengers) (série télévisée), saison 5, épisode 12 The Superlative Seven de Sidney Hayers : Hana Wilde
- 1967 : Sir Arthur Conan Doyle (série télévisée), épisode 8 The Mystery of Cader Ifan de Peter Sasdy : Julia Lambert
- 1967 : Theatre 625 (série télévisée), saison 4, épisode 20 The Fantasist de Peter Hammond : la fille
- 1972 : Full House (série télévisée), épisode 8 Zinotchka de Christopher Miles : Zinotchka
- 1976 : Sherlock Holmes à New York (Sherlock Holmes in New York) de Boris Sagal : Irene Adler
- 1983 : Play of the Month (série télévisée), épisode Infidelities de Michael Darlow : Flaminia
- 1992 : La Femme abandonnée (téléfilm) d'Édouard Molinaro : Fanny de Lussange
- 1994 : Screen One (série télévisée), saison 6, épisode 6 Suicides sous influences (Murder in Mind) de Robert Bierman : Sonya Davies
- 1994 : La Marche de Radetzky (Radetzkymarsch) (mini-série télévisée) d'Axel Corti et Gernot Roll : Valerie von Taussig
- 1995 : Samson le magnifique (téléfilm) d'Étienne Périer : Isabelle de Marsac
- 1996 : La Dernière fête (téléfilm) de Pierre Granier-Deferre : la marquise
- 1999 : Great Expectations (téléfilm) de Julian Jarrold : Miss Havisham
- 2001 : My Uncle Silas (série télévisée), épisode 2 The Widder/The Blue Feather de Philip Saville : Lady Sylvia
- 2003 : Imperium: Augustus (téléfilm) de Roger Young : Livia Drusilla (Livie)
- 2009 : Collection Fred Vargas (série télévisée) de Josée Dayan, épisode L'Homme aux cercles bleus : Mathilde
- 2010 : Le Grand restaurant (série télévisée) de Gérard Pullicino : elle-même
- 2010 : Collection Fred Vargas (série télévisée) de Josée Dayan, épisode Un lieu incertain : Mathilde
- 2012 : La Vie aux aguets (Restless) (téléfilm) d'Edward Hall: Sally Gilmartin / Eva Delectorskaya âgée
- 2013 : Dexter[16] (série télévisée), saison 8 : Évelyne Vogel
- 2015 : Broadchurch[17] (série télévisée), saison 2 : Jocelyn Knight
- 2015 : London Spy (mini-série télévisée) de Tom Rob Smith : Frances
- 2019-2023 : Kidnapping (DNA) (série télévisée) : Claire Bobin
- 2020 : I Love You coiffure (téléfilm) de Muriel Robin : la nounou anglaise

## Théâtre
- 2003 : Petits crimes conjugaux d'Éric-Emmanuel Schmitt, mise en scène Bernard Murat, théâtre Édouard-VII
- 2004 : La Fausse Suivante de Marivaux, mise en scène Jonathan Kent, National Theater de Londres
- 2007 : La Danse de mort d'August Strindberg, mise en scène Hans Peter Cloos, avec Didier Sandre, théâtre de la Madeleine
- 2014 : Danses nocturnes de Sylvia Plath, mise en scène Sonia Wieder-Atherton, Théâtre de l'Ouest parisien

## Discographie

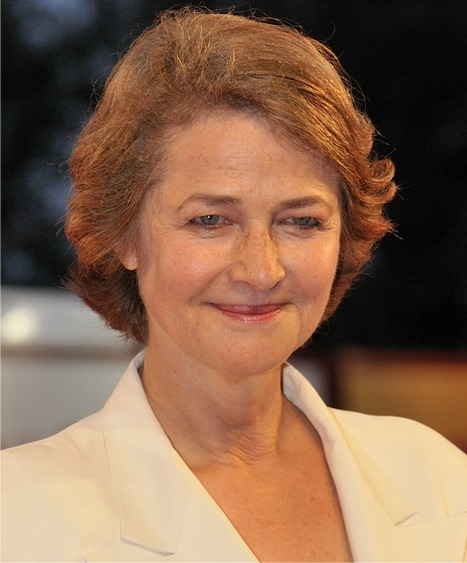
Charlotte Rampling en 2009.

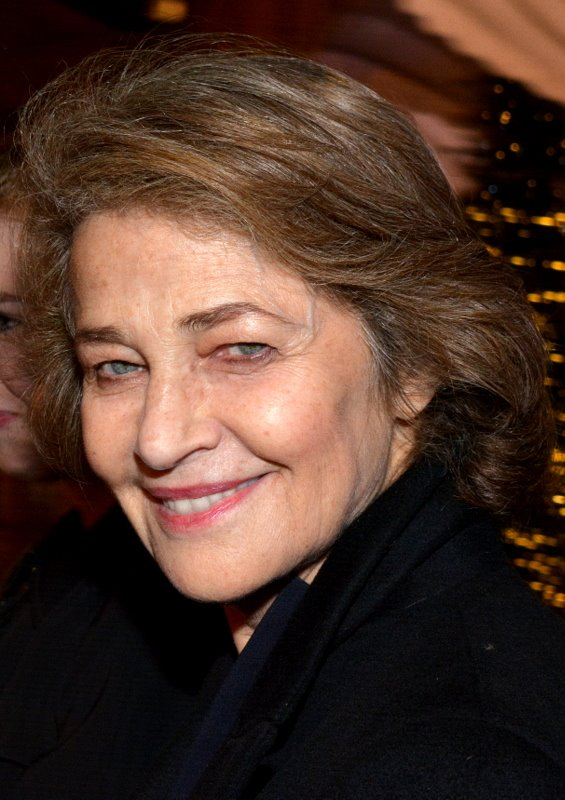
Charlotte Rampling au dîner des révélations des César en 2016.

- 2002 : Comme une femme, album, éd. Mohican, Musique de Jean-Pierre Stora
- 2002 : À tes rêves ! T'es toi quand tu peins, livre audio, éd. Les Portes du monde
- 2009 : Revivre, sur la bande originale du Bal des actrices de Maïwenn
- 2010 : Les grains de sable, album, Musique de Jean-Pierre Stora et Paroles de Michel Rivgauche
- 2015 : Duo avec Alain Chamfort : Titre Où es-tu ?
- 2021 : Duo avec Léonard Lasry : Titre Via Condotti
- 2022 : De l'amour mais quelle drôle d'idée, album

## Distinctions

### Récompenses
- César du cinéma 2001 : César d'honneur
- Prix du cinéma européen 2003 : prix de la Meilleure actrice pour Swimming Pool.
- Berlinale 2015 : Ours d'argent de la meilleure actrice pour 45 Years.
- Mostra de Venise 2017 : Coupe Volpi de la meilleure interprétation féminine pour Hannah.
- Berlinale 2019 : Ours d'or d'honneur pour l'ensemble de sa carrière.

### Nominations
- César 1986 : nomination au César de la meilleure actrice pour On ne meurt que deux fois.
- César 2002 : nomination au César de la meilleure actrice pour Sous le sable.
- César 2004 : nomination au César de la meilleure actrice pour Swimming Pool.
- César 2006 : nomination au César de la meilleure actrice dans un second rôle pour Lemming.
- Primetime Emmy Awards 2013 : nomination au Primetime Emmy Award de la meilleure actrice dans un second rôle dans une mini-série ou un téléfilm pour Dexter.
- Oscars 2016 : nomination à l'Oscar de la meilleure actrice pour 45 Years.

### Présidente de jury
- Festival international du film de Marrakech 2001 : Présidente du jury de la première édition.
- Berlinale 2006 : Présidente du jury de la 56e édition.
- Festival Paris Cinéma 2006 à 2014 : Présidente du jury.

### Décorations
- Chevalière de la Légion d'honneur (2002)
- Officière de la Légion d'honneur (2010)[18].

### Hommage
Une rose nommée « Charlotte Rampling » est dédiée à l'actrice en 1987.

## Voix françaises
| - Elle-même, dans : - Un taxi mauve - Orca - Stardust Memories - Le Verdict - Angel Heart - Crime contre l'humanité - Basic Instinct 2 - Babylon A.D. - Melancholia - Red Sparrow - Kidnapping (série télévisée) - Dexter (série télévisée) - Dune - Dune, deuxième partie | et aussi - Katy Vail dans Georgy Girl - Anne Doat dans Les Turbans rouges - Jeanine Freson dans Les Damnés - Perrette Pradier dans Portier de nuit - Ginette Pigeon dans Zardoz - Sylvie Moreau dans Adieu ma jolie - Brigitte Morisan dans Sherlock Holmes à New York (téléfilm) - Victoire Soibinet-Delapp dans Assassin's Creed |